# Buck Henry
Buck Henry Zuckerman (New York, 9 december 1930 - Los Angeles, 8 januari 2020) was een Amerikaans acteur, filmregisseur, filmproducent en scenarioschrijver.

## Biografie
Henry werd geboren in New York als zoon van Ruth Taylor en Paul Stuart Zuckerman. Hij doorliep de high school aan de Choate Rosemary Hall in Wallingford Center en hierna ging hij studeren aan de Dartmouth College in Hanover.

## Filmografie

### Films
Selectie:
- 2004 The Last Shot – als Lonnie Bosco
- 1998 1999 – als mr. Goldman
- 1995 Harrison Bergeron – als tv-producent
- 1995 To Die For – als mr. H. Finlaysson
- 1993 Grumpy Old Men – als Snyder
- 1993 Even Cowgirls Get the Blues – als dr. Dreyfus
- 1993 Short Cuts – als Gordon Johnson
- 1989 Rude Awakening – als Lloyd Stool
- 1980 Gloria – als Jack Dawn
- 1978 Heaven Can Wait – als de escort
- 1976 The Man Who Fell to Earth – als Oliver Farnsworth
- 1973 The Day of the Dolphin – als man bij vrouwenclub
- 1971 Taking Off – als Larry Tyne
- 1970 The Owl and the Pussycat – als man
- 1970 Catch-22 – als luitenant kolonel Korn
- 1968 Candy – als mentaal patiënt
- 1968 The Secret War of Harry Frigg – als commandant
- 1967 The Graduate – als klerk
- 1959 Die Brücke – als stem

### Televisieseries
Uitgezonderd eenmalige gastrollen.
- 2013 Franklin & Bash - als rechter Henry Dinsdale - 2 afl.
- 2011 Hot in Cleveland – als Fred – 3 afl.
- 2007-2010 30 Rock – als Dick Lemon – 2 afl.
- 1987-1988 Falcon Crest – als Foster Glenn – 3 afl.
- 1984 The New Show – als diverse karakters – 8 afl.
- 1961 The New Steve Allen Show – als diverse karakters – 5 afl.

### Scenarioschrijver
- 2019 Babe West - film
- 2014 The Humbling - film
- 2008 Get Smart’s Bruce and Lloyd Out of Control – film
- 2008 Get Smart – film
- 2001 Town & Country – film
- 1996 The Railway Journeys – televisieserie – 1 afl.
- 1995 To Die For – film
- 1995 Get Smart – televisieserie – 7 afl.
- 1985 Alfred Hitchcock Presents – televisieserie – 1 afl.
- 1984 Protocol – film
- 1984 The New Show – televisieserie – 5 afl.
- 1980 First Family – film
- 1980 The Nude Bomb – film
- 1977-1978 Quark – televisieserie – 8 afl.
- 1973 The Day of the Dolphin – film
- 1972 What's Up, Doc? – film
- 1971 Is There Sex After Death? – film
- 1970 The Owl and the Pussycat – film
- 1970 Catch-22 – film
- 1965-1970 Get Smart – televisieserie – 138 afl.
- 1967 The Graduate – film
- 1967 Captain Nice – televisieserie – 2 afl.
- 1967 That Was the Week That Was – televisieserie – 3 afl.
- 1967 The Troublemaker – film

### Filmregisseur
- 1989 Trying Times – televisieserie – 1 afl.
- 1980 First Family – film
- 1978 Heaven Can Wait – film
- 1971 I Miss Sonia Henie – korte film

### Filmproducent
- 1977 Quark – televisieserie – 1 afl.
- 1967 Captain Nice – televisieserie – 15 afl.

## Prijzen

### Academy Awards
- 1979 in de categorie Beste Regisseur met de film Heaven Can Wait – genomineerd.
- 1968 in de categorie Beste Bewerkte Scenario met de film The Graduate – genomineerd.

### Academy of Science Fiction, Fantasy & Horror Films, USA
- 1979 in de categorie Beste Regisseur met de film Heaven Can Wait – genomineerd.

### BAFTA Awards
- 1969 in de categorie Beste Scenario met de film The Graduate – gewonnen.

### Directors Guild of America Awards
- 1979 in de categorie Uitstekende Regisseur met de film Heaven Can Wait – genomineerd.

### Edgar Allan Poe Awards
- 1996 in de categorie Beste Film met de film To Die For – genomineerd.
- 1986 in de categorie Beste Televieserieaflevering met de televisieserie Alfred Hitchcock Presents – genomineerd.

### Golden Globes
- 1994 in de categorie Beste Cast met de film Short Cuts – gewonnen.
- 1968 in de categorie Beste Scenario met de film The Graduate – genomineerd.

### Primetime Emmy Awards
- 1967 in de categorie Uitstekende Scenario voor een Televisieserie met de televisieserie Get Smart – gewonnen.
- 1966 in de categorie Uitstekende Scenario voor een Televisieserie met de televisieserie Get Smart – genomineerd.
- 1965 in de categorie Uitstekende Sceanrio voor een Televisieserie met de televisieserie That Was the Week That Was – genomineerd.

### Venice Film Festival
- 1993 in de categorie Special Volpi Cup met de film Short Cuts – gewonnen.

### Writers Guild of America Awards
- 1973 in de categorie Beste Comedy Scenario met de film What's Up, Doc? – gewonnen.
- 1971 in de categorie Beste Scenario voor een Film met de film The Owl and the Pussycat – genomineerd.
- 1971 in de categorie Beste Scenario voor een Film met de film Catch-22 – genomineerd.
- 1968 in de categorie Beste Scenario voor een Film met de film The Graduate – gewonnen.

- Biblioteca Nacional de España: XX1102290
- Bibliothèque nationale de France: cb13895144x (data)
- Gemeinsame Normdatei: 139141537
- International Standard Name Identifier: 0000 0001 0904 5203
- Library of Congress Control Number: n87150389
- MusicBrainz: bd7bcfc1-22ac-4c41-8d9a-00d6e7fa9f99
- Nationale Bibliotheek van Tsjechië: xx0109911
- Nationale Bibliotheek van Israël: 987007441587205171
- Nederlandse Thesaurus van Auteursnamen: 070822492
- Istituto Centrale per il Catalogo Unico: CFIV010314
- SNAC: w6th8jrz
- Système universitaire de documentation: 058922563
- Virtual International Authority File: 56796406
- WorldCat: E39PBJqQCRGgmXWDy4YWBVBwYP